# Achalcus brevicornis
Achalcus brevicornis är en tvåvingeart som beskrevs av Marc Pollet 2005. Achalcus brevicornis ingår i släktet Achalcus och familjen styltflugor. Inga underarter finns listade i Catalogue of Life.